# España en el Campeonato Mundial de Atletismo de 1997
La selección española de atletismo acudió a los Campeonatos del Mundo de Atletismo de 1997, celebrados en Atenas entre el 1 y el 10 de agosto de 1997, con un total de 47 atletas (40 hombres 7 mujeres).

## Medallas
Se lograron un total de 5 medallas: 1 de oro obtenida por el maratoniano Abel Antón; 3 de plata de la mano de Fermín Cacho en los 1500 metros lisos, de Martín Fiz en el Maratón y de Jesús Ángel García Bragado en los 50 kilómetros marcha; y 1 de bronce obtenida por Reyes Estévez en los 1500 metros lisos. Por el número de medallas obtenidas, España ocupó el 10.º puesto en el medallero.

## Finalistas
Además se obtuvieron otros 5 puestos de finalista gracias a las actuaciones de Maite Zúñiga, 4.ª en los 1500 metros lisos; de Fabián Roncero, 6.º en el Maratón, del relevo masculino de 4 x 100 metros lisos que ocupó el 7.º puesto en la final; de Enrique Molina, 8.º en los 5000 metros lisos y de Julio Rey, 8.º en los 10000 metros lisos.

## Participación
El detalle de la actuación española en la segunda edición de los campeonatos del mundo de atletismo se recoge en la siguiente tabla:
| Atletas                     | Pruebas                | Actuación |
| --------------------------- | ---------------------- | --- |
| José Illán                  | 100 metros lisos       | 1.ª ronda: 5.º en su eliminatoria (10.60)                                                                             |
| Frutos Feo                  | 100 metros lisos       | 1.ª ronda: 6.º en su eliminatoria (10.54)                                                                             |
| Frutos Feo                  | 4 x 100 metros lisos   | Finalista: 3.º en su eliminatoria (38.87), 3.º en su semifinal con récord de España (38.60) y 7.º en la final (38.72) |
| Venancio José Murcia        | 100 metros lisos       | 1.ª ronda: Descalificado en su eliminatoria                                                                           |
| Venancio José Murcia        | 4 x 100 metros lisos   | Finalista: 3.º en su eliminatoria (38.87), 3.º en su semifinal con récord de España (38.60) y 7.º en la final (38.72) |
| Jordi Mayoral               | 200 metros lisos       | 1.ª ronda: 5.º en su eliminatoria (20.99)                                                                             |
| Jordi Mayoral               | 4 x 100 metros lisos   | Finalista: 3.º en su eliminatoria (38.87), 3.º en su semifinal con récord de España (38.60) y 7.º en la final (38.72) |
| Antonio Andrés Guillén      | 400 metros lisos       | 1.ª ronda: 6.º en su eliminatoria (46.94)                                                                             |
| Antonio Andrés Guillén      | 4 x 400 metros lisos   | 1.ª ronda: 6.º en su eliminatoria (3:05.40)                                                                           |
| José Manuel Cerezo          | 800 metros lisos       | Cuartofinalista: 6.º en su eliminatoria (1:47.68) y 7.º en su serie de cuartos (1:48.90)                              |
| Fermín Cacho                | 1500 metros lisos      | Medalla de plata: 2.º en su eliminatoria (3:37.16), 3.º en su semifinal (3:38.86) y 2.º en la final (3:36.63)         |
| Reyes Estévez               | 1500 metros lisos      | Medalla de bronce: 1.º en su eliminatoria (3:36.20), 2.º en su semifinal (3:38.86) y 3.º en la final (3:37.26)        |
| Isaac Viciosa               | 1500 metros lisos      | Semifinalista: 4.º en su eliminatoria ( 3:40.41) y abandono en su semifinal                                           |
| Enrique Molina              | 5000 metros lisos      | Finalista: 4.º en su eliminatoria (13:22.74) y 8.º en la final (13:24.54)                                             |
| Manuel Pancorbo             | 5000 metros lisos      | Final: 6.º en su eliminatoria (13:25.71) y 9.º en la final (13:25.78)                                                 |
| Anacleto Jiménez            | 5000 metros lisos      | 1.ª ronda: 9.º en su eliminatoria (13:36.55)                                                                          |
| Julio Rey                   | 10000 metros lisos     | Finalista: 7.º en su eliminatoria (28:03.36) y 8.º en la final (28:07.06)                                             |
| Carlos de la Torre          | 10000 metros lisos     | 1.ª ronda: 10.º en su eliminatoria (28:20.50)                                                                         |
| Abel Antón                  | Maratón                | Medalla de oro (2h13:16)                                                                                              |
| Martín Fiz                  | Maratón                | Medalla de plata (2h13.21)                                                                                            |
| Fabián Roncero              | Maratón                | Finalista: 6.º (2h16:53)                                                                                              |
| José Manuel García González | Maratón                | 15.º (2h19:31) |
| Diego García Corrales       | Maratón                | Abandonó |
| Alberto Juzdado             | Maratón                | Abandonó |
| Ramiro Morán                | 3000 metros obstáculos | Semifinalista: 5.º en su eliminatoria (8:29.98) y 8.º en su semifinal (8:31.73)                                       |
| Arturo Ortiz                | Salto de altura        | Calificación: 27.º (2.19)                                                                                             |
| Juan Gabriel Concepción     | Salto con pértiga      | Calificación: 14.º (5.60)                                                                                             |
| Javier García Chico         | Salto con pértiga      | Calificación: Sin marca                                                                                               |
| Montxu Miranda              | Salto con pértiga      | Calificación: Sin marca                                                                                               |
| Raúl Chapado                | Triple salto           | Calificación: 14.º (16.80)                                                                                            |
| Manuel Martínez Gutiérrez   | Lanzamiento de peso    | Calificación: 13.º (19.61)                                                                                            |
| Francisco Javier Benet      | Decatlón               | 15.º (7.929 puntos)                                                                                                   |
| Jaime Peñas                 | Decatlón               | Abandonó |
| Francisco Javier Navarro    | 4 x 100 metros lisos   | Finalista: 3.º en su eliminatoria (38.87), 3.º en su semifinal con récord de España (38.60) y 7.º en la final (38.72) |
| David Canal                 | 4 x 400 metros lisos   | 1.ª ronda: 6.º en su eliminatoria (3:05.40)                                                                           |
| César Martínez              | 4 x 400 metros lisos   | 1.ª ronda: 6.º en su eliminatoria (3:05.40)                                                                           |
| Pablo Jaime Vallejo         | 4 x 400 metros lisos   | 1.ª ronda: 6.º en su eliminatoria (3:05.40)                                                                           |
| Daniel Plaza                | 20 kilómetros marcha   | 10.º (1h23:53) |
| Fernando Vázquez Martínez   | 20 kilómetros marcha   | 37.º (1h32:44) |
| Jesús Ángel García Bragado  | 50 kilómetros marcha   | Medalla de plata (3h44:59)                                                                                            |
| Santiago Pérez Alonso       | 50 kilómetros marcha   | 21.º (4h05:25) |
| Jaime Barroso               | 50 kilómetros marcha   | Abandonó |
| Maite Zúñiga                | 1500 metros lisos      | Finalista: 3.ª en su eliminatoria (4:08.09), 6.ª en su semifinal (4:06.66) y 4.ª en la final (4:04.80)                |
| Julia Vaquero               | 10000 metros lisos     | Final: 9.ª en su eliminatoria (32:12.25) y 12.º en la final (32:36.91)                                                |
| Rocio Ríos                  | Maratón                | 21.º (2h42:18) |
| María José Mardomingo       | 100 metros vallas      | 1.ª ronda: 6.ª en su eliminatoria (13.42)                                                                             |
| Miriam Alonso               | 400 metros vallas      | Semifinalista: 4.ª en su eliminatoria (55.57) y 8.ª en su semifinal (55.49)                                           |
| Inmaculada Clopes           | Heptalón               | 16.º (5.631 puntos)                                                                                                   |
| Celia Marcen                | 10 kilómetros marcha   | 1.ª ronda: 12.ª en su eliminatoria (45:09.85)                                                                         |